# Бём, Теобальд
Теобальд Бём (нем. Theobald Böhm, 9 апреля 1794, Мюнхен — 25 ноября 1881) — немецкий инструментальный мастер, флейтист и композитор, создатель современной поперечной флейты.

## Биография
Родился 9 апреля 1794 года в Мюнхене в семье золотых дел мастера Карла Фридриха Бёма и Анны Франциски, урождённой Зульцбахер, дочери придворного мастера галантереи. Он был старшим из 11 детей. С детства его отличала от сверстников разносторонняя одарённость. С 9 — 11 лет он изучал французский и английский языки, которыми, по-видимому, неплохо овладел, о чём свидетельствует его переписка на обоих языках в зрелом возрасте, а также латынь. В 14-летнем возрасте он работает в мастерской отца — делает эскизы и изготавливает ювелирные украшения. Начал заниматься музыкой на флажолете, в 16 лет по образцу поперечной флейты Августа Грензера он создал свой первый инструмент с 4 клапанами. Флейтист, солист Мюнхенской придворной капеллы Иоганн Непомук Капеллер (нем. Johann Nepomuk Capeller), проживавший в одном с ним доме на мюнхенской улице Альтхаймерек, где Бём провёл с небольшими перерывами всю свою жизнь, обратил внимание на одарённого подростка и занимался с ним бесплатно. А через два года рекомендовал его на место 1-го флейтиста в оркестр Королевского театра «Изартор» (нем. Königliche Isartor Theater) в Мюнхене, где разыгрывались комедии с музыкой и оперы. Одновременно с работой в оркестре Бём экспериментировал с различными конструкциями флейты, пробовал разнообразные материалы от разных пород дерева до сплавов серебра, золота и никеля, располагал по-разному пальцевые отверстия. Не оставлял он и профессию ювелира.
С 1816 по 1818 год Бём гастролировал по Швейцарии, а также в Страсбурге. В Женеве работал на фабрике, осваивая изготовление музыкальных шкатулок. Там проявляется его дух изобретателя — он создаёт машину, позволяющую быстрее вставлять стальные штифты в валики музыкальных автоматов. Продолжая гастролировать в Германии, Австрии, Швейцарии, Бём приобрёл известность и начал неплохо зарабатывать, но всё же не достаточно для того, чтобы прокормить свою растущую семью. В 1818 году Бём становится придворным флейтистом баварского короля. В 1820 году исполняет свой Концерт Соль мажор, посвященный Антону Бернхарду Фюрстенау — известному флейтисту, флейтовому мастеру, педагогу, автору методических пособий и большого количества сочинений для флейты. Он совершает также концертные поездки в Лейпциг, Берлин, Ганновер, Вену, Прагу, в города Италии и Швейцарии, в которых как солист имеет большой успех. В одном из концертов он выступает наряду с Николо Паганини и знаменитой певицей Анджеликой Каталани. В 1828 г., Т.Бём вместе с Рудольфом Греве, сыном известного мангеймского мастера Андреаса Греве, открывает собственную флейтовую мастерскую, где изготавливались инструменты с 8-9 клапанами (так называемая модель Тромлица), которые отличала необычайная точность. В 1831 году во время поездки в Лондон знакомится с известным английским флейтистом Чарльзом Николсоном. Сила его звука, которую сам Николсон объяснял величиной звуковых отверстий, вдохновила Бёма на множество акустических экспериментов над инструментом. На Лондонской фабрике музыкальных инструментов он создаёт флейту с двумя кольцевыми клапанами (патентованное изобретение Нолана). Эта флейта явилась как бы прототипом поздней модели Бёма. Здесь же у английских промышленников, многие из которых были его поклонниками, он знакомится с технологией обработки железных руд, которую он рекомендует своему королю. Вынужденный содержать большую семью, Бём работает теперь преимущественно инженером-металлургом, но неутомимо трудится и в других областях. Параллельно идёт создание флейт новой системы.
Спустя год после поездки в Англию, в 1832 г. в Мюнхене была завершена разработка гениальной клапанной системы, давшей инструменту множество преимуществ перед старой флейтой и означавшей качественно новый этап её истории.
Эта модель, ещё имевшая, как и другие флейты того времени, обратноконическую форму, — так называемая флейта с кольцевыми клапанами, с помощью которых мастер гениально решил прежде непреодолимую основную проблему — 9 пальцами закрыть 13 звуковых отверстий и сделать доступной игру хроматической гаммы, всех тональностей и цепочки трелей тонами и полутонами (за малыми исключениями). Расположение отверстий было определено опытным путём, и к ним добавилось по одному для каждой руки и 1 трельный рычажок. (Второй такой рычажок ввёл позже парижский мастер Луи Бюффе-младший, он также установил в 1838 г. клапаны на одну общую, многократно сцепленную ось и заменил плоские пружины на игольчатые.) Основная идея и главная особенность оригинального клапанного механизма Бёма — система сплошь открытых клапанов (кроме клапана Dis), расположенных по ступеням хроматической гаммы. В этом его отличие от так называемой «французской системы», которая явилась компромиссным в аппликатурном отношении вариантом между старой флейтой и флейтой Бёма.
На следующий год Бём снова концертировал по Европе и добился признания своего нового инструмента во Франции и Англии. Но ещё долгих 15 лет он настойчиво продолжал работу. Первая модель во многом его ещё не удовлетворяла. Её недостатками продолжали оставаться контрастное звучание регистров, трудности звукоизвлечения в высоком регистре, приглушённость в нижнем. Согласно свидетельству самого Теобальда Бёма, его постоянно наводил на размышления тот факт, что среди всех духовых инструментов лишь канал ствола флейты представляет собой перевёрнутый конус, что находится в некотором противоречии с законами акустики. Бём попытался «перевернуть пропорции», тем самым убедившись в правоте своих соображений. Одновременно пришло сознание того, что вряд ли он добился бы цели только эмпирическим путём. «Я решился поэтому призвать на помощь науку», — пишет Бём.
Изучал акустику в Мюнхенском университете под руководством своего друга профессора физики, общей геологии, горного дела и металлургии Карла Эмиля фон Шафхойтля (нем. Karl Emil von Schafhäutl), с которым также разработал и запатентовал новый метод плавки железной руды, а в последующие годы стал автором ещё нескольких изобретений в этой области.
В 1834 году совершил очередную поездку во Францию, где в противовес Германии, его новая конструкция инструмента приобрела гораздо большую распространённость. Содружество Бёма и Шафхойтля и многолетняя работа увенчались цилиндрической флейтой с конически-параболическим головным коленом 1847 года — второй моделью Бёма. От формы головного колена, как считают флейтовые мастера, на 90 % зависит тембр и насыщенность звучания. И хотя сокращение диаметра и параболическая кривая едва заметны на глаз, найденную Бёмом форму нельзя считать случайной — это результат долгих поисков. Бём рассчитал также оптимальные мензуры — соотношения длины и диаметра корпуса инструмента и размеры и окончательное расположение отверстий. Он долго не мог решить, какому материалу отдать предпочтение. Наконец, наилучшим, способствующим наиболее светлому и красочному звучанию флейты, счёл серебро. И в наши дни большинство флейтистов играет на серебряных инструментах.
Флейта 1847 г. воплотила в себе основные идеи, в которых заключался совершённый Бёмом переворот в истории деревянных духовых инструментов. Но и позже мастер продолжал совершенствовать частности. В 1847 году запатентовал систему расположения клапанов, а в 1851 году представил флейту Бёма на выставке в Лондоне. Бём продал лицензии на изготовление своего нового инструмента крупным европейским флейтовым мастерам — англ. Rudal, Carte and Rose в Англии, Годфруа Эне и Луи Лоту во Франции, и другим — таким образом новый инструмент начал завоёвывать Европу. Инструмент Бёма был высоко оценен, и в 1855 г. парижское жюри присудило ему Золотую медаль Всемирной выставки. Но известен также и тот факт, что Парижская консерватория, например, ввела обучение на флейте Бёма лишь в 1893 г., то есть спустя 12 лет после смерти изобретателя, чему причиной было сопротивление некоторых флейтистов, не желавших осваивать новый для них инструмент.

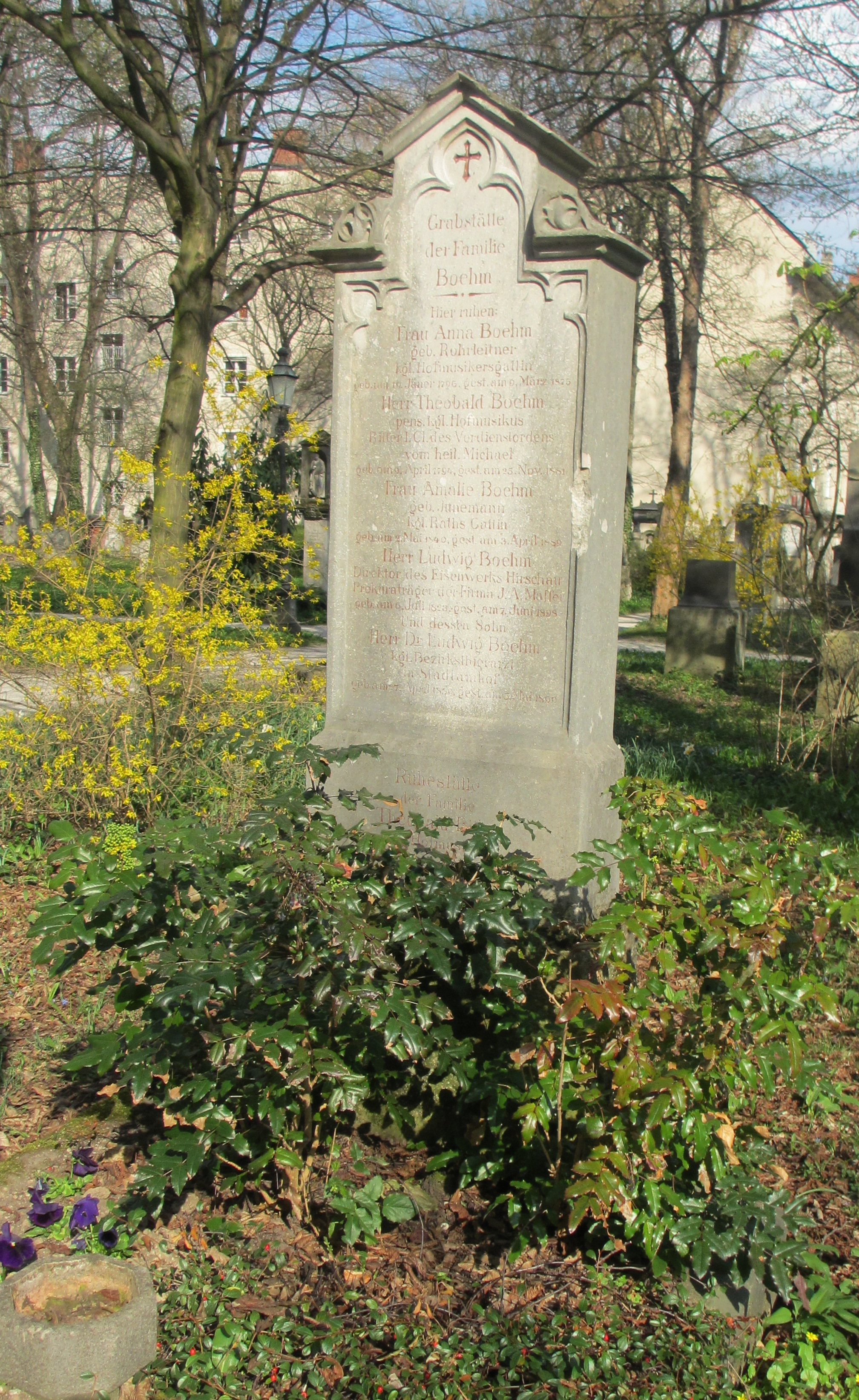
Могила Теобальда Бёма на Старом южном кладбище в Мюнхене

В 1860 году, уже в преклонном возрасте, разработал новый инструмент — альтовую флейту с механикой системы Бёма. В 1860-е годы (как, впрочем, и раньше, о чём говорят отдельные не очень удачные экземпляры с цилиндрическим сечением ствола) Бём, по свидетельству некоторых авторов, работал вместе с Мендлером над усовершенствованием флейты-пикколо, но, к сожалению, по-видимому, не продвинулся дальше опытных образцов. Он рекомендовал Молленхауэру, работавшему в 1862 г. в его мастерской, продолжать эту работу. Со временем клапанная система Бёма стала неотъемлемой частью конструкции флейты-пикколо, а лучшие идеи клапанного механизма были позаимствованы мастерами всех остальных инструментов группы деревянных духовых, включая и саксофон. С 1862 г. вёл более уединённый образ жизни, передав мастерскую своему помощнику Мендлеру. За долгие годы его деятельности у него было более 100 учеников — как в Германии, так и за её пределами, в том числе и за океаном — мастеров музыкальных инструментов и флейтистов-исполнителей. Им написано также несколько работ по разным вопросам флейтового строительства и исполнительства. Наиболее известные:
«Die Flöte und das Flötenspiel in akustischer, technischer und artistischer Beziehung», Мюнхен 1871, Лейпциг 1929 («Флейта и игра на ней в акустическом, техническом и художественном отношении»);
«Über den Flötenbau und die neuesten Verbesserungen desselben», Майнц, Мюнхен 1847 («О флейтостроении и его новейшем усовершенствовании»).
Умер 25 ноября 1881 года, в возрасте 87 лет. Теобальд Бём похоронен на Старом южном кладбище Мюнхена, участок 12 — ряд 10 — место 5/6.
При жизни Т.Бём был уважаемым композитором, но позже его произведения были преданы забвению. Лишь в конце XX в. возродился интерес к его блестящим и изящным сочинениям. Его юность пришлась на эпоху классицизма, а расцвет творчества совпал с эпохой романтизма. Часто в творчестве он использовал мелодии Бетховена, Гайдна, Моцарта, Россини, Шуберта, Мендельсона, Вебера, Паизиелло, Карафы, немецкие, швейцарские, шотландские, тирольские темы.

## Семья и потомки
У Теобальда Бёма была одна незамужняя дочь, семь женатых сыновей и 54 внука. Ныне многочисленные потомки проживают во многих странах мира. Одна из них, праправнучка Катарина Бём, является флейтисткой Лейпцигского симфонического оркестра. Праправнук Людвиг Бём, филолог по образованию, в последние десятилетия занимается увековечением памяти о своём знаменитом предке. Он собирает и публикует книги и статьи о нём, посвящённые ему музыкальные произведения, письма и ноты сочинений Т.Бёма, инструментоведческие исследования, пропагандирует флейты оригинальной системы Бёма (так называемой немецкой системы — с открытым клапаном соль-диез), ведёт активную переписку с музыкантами разных стран, принимает активное участие в организации в Мюнхене Международных конкурсов флейтистов им. Т. Бёма, проходящих раз в пять лет.

## Флейта системы Бёма в России XIX века
Флейта системы Бёма была, по-видимому, впервые завезена в Россию учеником Бёма Карлом Венером, который с 1867 г. работал солистом оркестра Императорского Мариинского театра в Петербурге. Тогда как его именитые коллеги по пюпитру, Чезаре Чиарди и Эрнесто Кёллер, продолжали играть на инструментах простых венских систем, Венер использовал последнюю — цилиндрическую деревянную модель конструкции своего учителя.
Первый профессор Московской консерватории (с 1866 года) Фердинанд Бюхнер был ярым противником новой флейты, и когда его ученики тайком от него начали переходить на новый инструмент, он ушёл из консерватории в знак протеста в 1882 году. В том же году его класс перенял ученик Карла Венера, Вильгельм Кречман, который первым в Москве ввёл обучение на флейте системы Бёма и был её преданным популяризатором. Ученики Кречмана, В. Н. Цыбин, В. И. Глинский-Сафронов, Г. Я. Мадатов и другие, стали ведущими флейтистами и профессорами в России начала XX века, таким образом прочно укоренив использование нового инструмента в исполнительской практике.
В конце XIX — начале XX веков наиболее известны в России были инструменты венского стиля австрийского издателя и фабриканта инструментов Юлия Циммермана, который активно продвигал флейту в Российской Империи. В дальнейшем Циммерман делал флейты системы Бёма — деревянные с серебряной головой и посеребрёной механикой. С 1905 года на таких инструментах стал преподавать в Петербурге профессор консерватории и солист Мариинского театра Фёдор Степанов. Также получили широкое распространение деревянные модели системы Бёма немецкого фабриканта из Лейпцига Мориц Макс Мённиг (нем. Moritz Max Mönnig; 1875—1949).

## Другие изобретения Теобальда Бёма
Ему принадлежат усовершенствования в области изготовления музыкальных шкатулок, фортепианостроения, металлургии, передачи энергии у ротационных машин, отведения и сжигания доменного газа. Он изобрёл также безопасную (в плане защиты от искр) локомотивную трубу и оптический прибор для локализации пожаров. Его изобретения засвидетельствованы патентами, отмечены орденами и медалями.

## Сочинения
Из ныне изданных:
- Концерт соль мажор для флейты с оркестром, op.1
- «Nel Cor Piu». Интродукция и вариации на тему Паизиелло для флейты и фортепиано, op.4 (первое издание 1850)
- Полонез «Карафа» для флейты и фп., op. 8
- Интродукция и вариации на тему из оперы Вебера «Фрейшютц» для флейты и фп., op.9 (1830)
- Фантазия на шотландские темы для флейты и фп. (1830)
- Дивертисмент для флейты и фп., op. 11
- 12 больших этюда для флейты, op.15
- Большой полонез для флейты и фп., op.16
- «Air Suisse» Блестящие вариации для флейты и фп., op.20
- «Le Desir». Вариации на тему вальса Шуберта, op.21
- Вариации на тему немецкой песни «Du, Du, liegst mir am Herzen» для флейты и фп., op.22
- 24 каприса для флейты, op.26 (1852)
- «Альпийский сувенир». 6 салонных пьес для флейты и фп., op.27-32 (1853)
- Этюд-Лендлер для флейты и фортепиано, op.32
- 24 мелодических этюда для флейты, op.37 (1863)
- «Элегия» для флейты и фортепиано, op.47 (1881)